# Memorial Zaisan

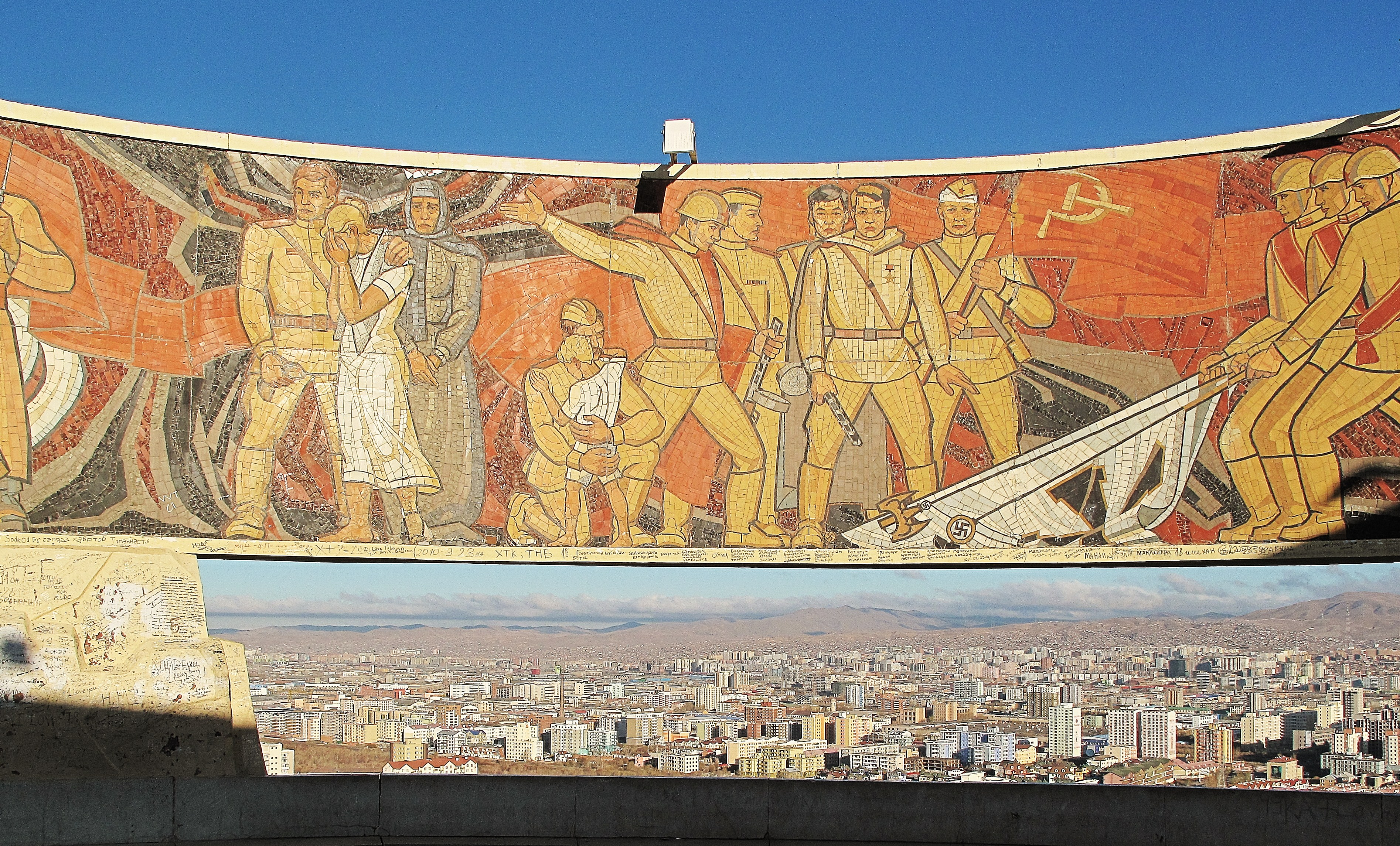
El mural del Memorial Zaisan

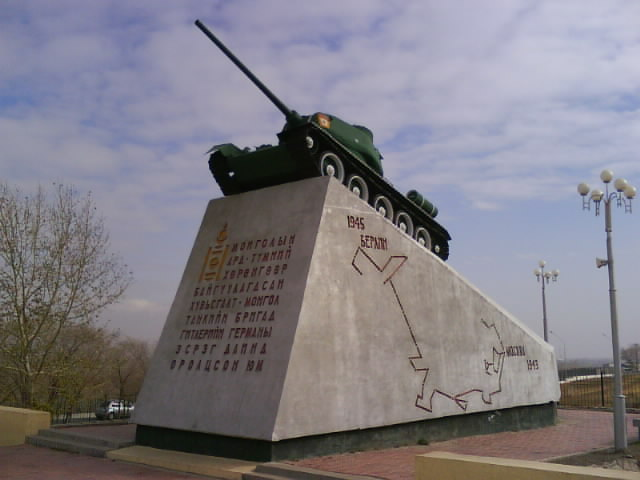
Un dels tancs que van ser utilitzats per la Unió Soviètica està ara col·locat sota el turó del Memorial Zaisan.

El Memorial Zaisan és un memorial ubicat a l'àrea del sud de la capital mongol d'Ulaanbaatar que honora als aliats dels mongols i als soldats soviètics morts durant la Segona Guerra Mundial. Situat en un turó a la part sud de la ciutat, consta d'una pintura commemorativa circular que descriu escenes d'amistat entre persones de la URSS i Mongòlia. El mural descriu escenes com el suport soviètic a la declaració d'independència de Mongòlia de l'any 1921, la derrota de l'Exèrcit japonès Kwantung pels Soviets a Khalhkin Gol en la frontera mongola l'any 1939, la victòria sobre l'Alemanya Nazi i els èxits en temps de pau com els vols espacials soviètics incloent-hi el vol del Soyuz 39 que va portar el primer Mongol a l'espai, Jugderdemidiin Gurragchaa.
Després de conduir fins a la part més alta del pàrquing del turó, els visitants han d'ascendir uns tres-cents esglaons abans d'assolir el monument i mural. (612 esglaons si comencen des de la base del turó.) Els que ascendeixen al turó reben el premi d'una vista panoràmica completa de la ciutat d'Ulaanbaatar, així com del riu Tuul que creua la ciutat.
L'any 2003, un tanc, prèviament localitzat en una cruïlla de carreteres entre Zaisan i el centre de la ciutat, va ser col·locat al peu del turó. Representa el tanc soviètic d'una brigada pagada pel poble mongol. Inclou un mapa que mostra la ruta que la brigada va fer des de Moscou l'any 1943 en la seva participació en la caiguda de Berlín l'any 1945.
Zaisan és un lloc de reunió popular, destinació de sortides escolars i festes de graduació.